# توماس مون
توماس مون (انگلیسی: Thomas Moone; ۶ نوامبر ۱۹۰۸ – ۲۷ ژوئیهٔ ۱۹۸۶) بازیکن هاکی روی یخ اهل ایالات متحده آمریکا بود.